# كيم جونغ-بن
كيم جونغ-بن (هانغل: 김정빈) هو لاعب كرة قدم كوري جنوبي في مركز الوسط، ولد في 23 أغسطس 1987 في كوريا الجنوبية. لعب مع بوهانغ ستيلرز.

## وصلات خارجية
- كيم جونغ-بن على موقع دوري كوريا الجنوبية (الإنجليزية)
- كيم جونغ-بن على موقع قاعدة بيانات كرة القدم.إي يو (الإنجليزية)
- كيم جونغ-بن على موقع Soccerway.com (الإنجليزية)